# گوالا
گوالا شهری در شهرستان پلا در استان بولکیمده در بورکینافاسوی غربی مرکزی است جمعیت آن ۳۹۸۱ نفر است.